# Alex Greenwald
Alex Greewald (Los Angeles, 9 de outubro de 1979) é um ator e músico norte-americano e, mais recentemente, um produtor musical. Ele é mais conhecido como o vocalista da banda de rock californiana, Phantom Planet, que está em hiato por tempo indeterminado de acordo com um post no site oficial da banda.

## Biografia e Carreira
Greenwald é um ex-modelo de loja de roupas Gap e também atuou no passado. Ele estudou em uma escola sociopata, Seth Devlin, em Donnie Darko, juntamente com seu amigo Jake Gyllenhaal e Seth Rogen. Ele já declarou que é um músico de primeira, e que ele não tem interesse em atuar no futuro. Greenwald formou o Phantom Planet na sua adolescência com dois amigos - o guitarrista Darren Robinson e ex-membro da banda de Jason Schwartzman em 1994. Em 2006, ele colaborou com o DJ Mark Ronson, para cobrir a canção do Radiohead, "Just". A capa aparece na coletânea Exit Music: Songs com a Rádio chefes, assim como o álbum de Mark Ronson, versão. Ele apareceu com Ronson em 2007 no Festival de Glastonbury, onde subiu no equipamento de iluminação do palco John Peel durante a performance de "Just", e também cantou "California". Em 2010, ele colaborou novamente com Ronson no novo álbum Record Collection, na qual Greenwald dividi as composições em seis das onze faixas. Ele recentemente se tornou parte da nova banda de Ronson, The Business Intl. Era um membro de outra banda de Los Angeles, BlackBlack, até 2007. Em shows ao vivo ele é conhecido por movimentos de dança estilo anos 1980, que ele aprendeu vendo David Byrne do Talking Heads.
Sua banda Phantom Planet é mais conhecida por produzir a música "California", que foi usada como tema do drama adolescente "The OC", que durou quatro temporadas.

## JJAMZ
JJAMZ é uma banda composta por James Valentine (Maroon 5), Jason Boesel (Rilo Kiley/Conor Oberst), Alex Greenwald (Phantom Planet), Michael Runion (solo), e Z Berg (The Like). O grupo foi iniciado na noite de karaoke em Guys in Hollywood. O nome da banda é um acrônimo usando a primeira letra do nome de cada membro. O grupo era meios de evacuação respectivas bandas de cada membro em um tempo quando as coisas pareciam agitado para cada membro. "JJAMZ começou em um momento interessante em todas as nossas vidas. Nós todos precisava de algum tipo de fuga de relacionamentos ou nossas outras bandas. Foi uma época tumultuada, e as letras só saiu. Era como palavra vômito. Não posso lembrar", disse Z Berg, vocalista do The Like, em uma de suas primeiras entrevistas como uma banda. A banda tocou seu primeiro concerto no echo Plex em 27 de janeiro de 2009. A banda está lançando seu primeiro álbum, Suicide Pact, em 10 de julho de 2012. Ele será lançado em Dangerbird.

## Mark Ronson & The Business International
Alex Greenwald é o produtor executivo e um dos músicos no negócio internacional. Ele também ajudou a escrever muitas das canções. Ele é um dos vocalistas da canção 'The Night Last Night' no álbum Record Collection. Ele também pode ser visto no vídeo da música "The Bike Song".

## Filmografia
Além dos comerciais para The Gap e sua aparição em Donnie Darko, Greenwald apareceu em dois vídeos de música para a banda de música eletrônica M83 - "Do not Save Us From the Flames" e "Teen Angst", o vídeo para Uffie "ADD SUV" e também em vídeos para Mark Ronson, incluindo o vídeo de "Just".

## Discografia
Solo
- Yo (2014)

Com JJAMZ
- Suicide Pact (2012)

Com Phantom Planet
- Phantom Planet Is Missing (1998)
- Polaroid (1998)
- The Guest (2002)
- Negatives (2004)
- Negatives 2 (2004)
- Phantom Planet (2004)
- Raise the Dead (2008)

Com Blackblack
- Blackblack EP 1
- Blackblack EP 2
- BlackBlack (2006)